# Castello di Moydrum
Il castello di Moydrum è un castello diroccato situato nella località di Moydrum (Magh Droma in gaelico irlandese), nei pressi della cittadina di Athlone, nella Contea di Westmeath, in Irlanda.

## Storia
Nel diciassettesimo secolo, le terre di Moydrum furono affidate alla nobile famiglia Handcock, originaria del Devonshire in Inghilterra.
Un membro della famiglia, il Barone William Handcock fu membro del Parlamento d'Irlanda come rappresentante di Athlone fino alla dissoluzione del parlamento stesso nel 1800 per la fusione con quello britannico.
Successivamente, il Barone decise di stabilire la sua residenza a Moydrum, e chiese all'architetto Richard Morrison di restaurare ed ingrandire una precedente casa di proprietà della famiglia. Il risultato fu un castello in stile neogotico completato nel 1814.

### Distruzione
La crescente tensione politica in Irlanda portò inevitabilmente allo scoppio della guerra d'indipendenza del 1919–1921. Nel luglio 1921, l'esercito britannico diede alle fiamme parecchie abitazioni situate nella Contea di Westmeath, e l'Irish Republican Army (IRA) non tardò a rispondere alla provocazione.
Il castello di Moydrum, dato il suo status di residenza di un rinomato membro della Camera dei Lord, venne scelto come obiettivo simbolico della rappresaglia. Nella notte del 3 luglio 1921, un gruppo di membri dell'IRA marciò alla volta del castello e diede alle fiamme l'intero maniero. L'incendio distrusse completamente l'edificio.
Il Barone e la sua famiglia, seppur scampati all'incendio, non tornarono mai più a Moydrum.

## Il castello nella musica
Nel 1984 il fotografo Anton Corbijn fotografò il castello di Moydrum per la copertina dell'album The Unforgettable Fire del gruppo rock irlandese U2. La fotografia, però, eccezion fatta per la presenza dei membri della band, risultò essere una copia identica della copertina del libro del 1980 In Ruins: The Once Great Houses of Ireland di Simon Marsden, e gli U2 furono costretti a pagare i diritti d'immagine.